# Olivier Duhamel
Olivier Duhamel este un om politic francez, membru al Parlamentului European în perioada 1999-2004 din partea Franței.
1. ↑  Olivier Duhamel, AlKindi
2. ↑  Olivier Duhamel, SNAC, accesat în 9 octombrie 2017
3. ↑  Autoritatea BnF, accesat în 10 octombrie 2015
4. ↑  CONOR.SI[*] Verificați valoarea |titlelink= (ajutor)
5. ↑  Deputații în Parlamentul European, accesat în 27 octombrie 2024
6. ↑  Système universitaire de documentation